# 唐诚青
唐诚青（1959年—），男，汉族，中华人民共和国道教人物，中国道教协会副会长、四川省道教协会会长，第十一、十二、十三届全国政协委员。

## 生平
2008年，当选第十一届全国政协委员，代表宗教界，分入第五十一组。并担任民族和宗教委员会专委。2018年1月，当选第十三届全国政协委员。